# Sainte-Aurence-Cazaux
Sainte-Aurence-Cazaux är en kommun i departementet Gers i regionen Occitanien i sydvästra Frankrike. Kommunen ligger i kantonen Miélan som tillhör arrondissementet Mirande. År 2022 hade Sainte-Aurence-Cazaux 90 invånare.

## Befolkningsutveckling
Antalet invånare i kommunen Sainte-Aurence-Cazaux
Referens:INSEE